# Épreuves combinées (athlétisme)

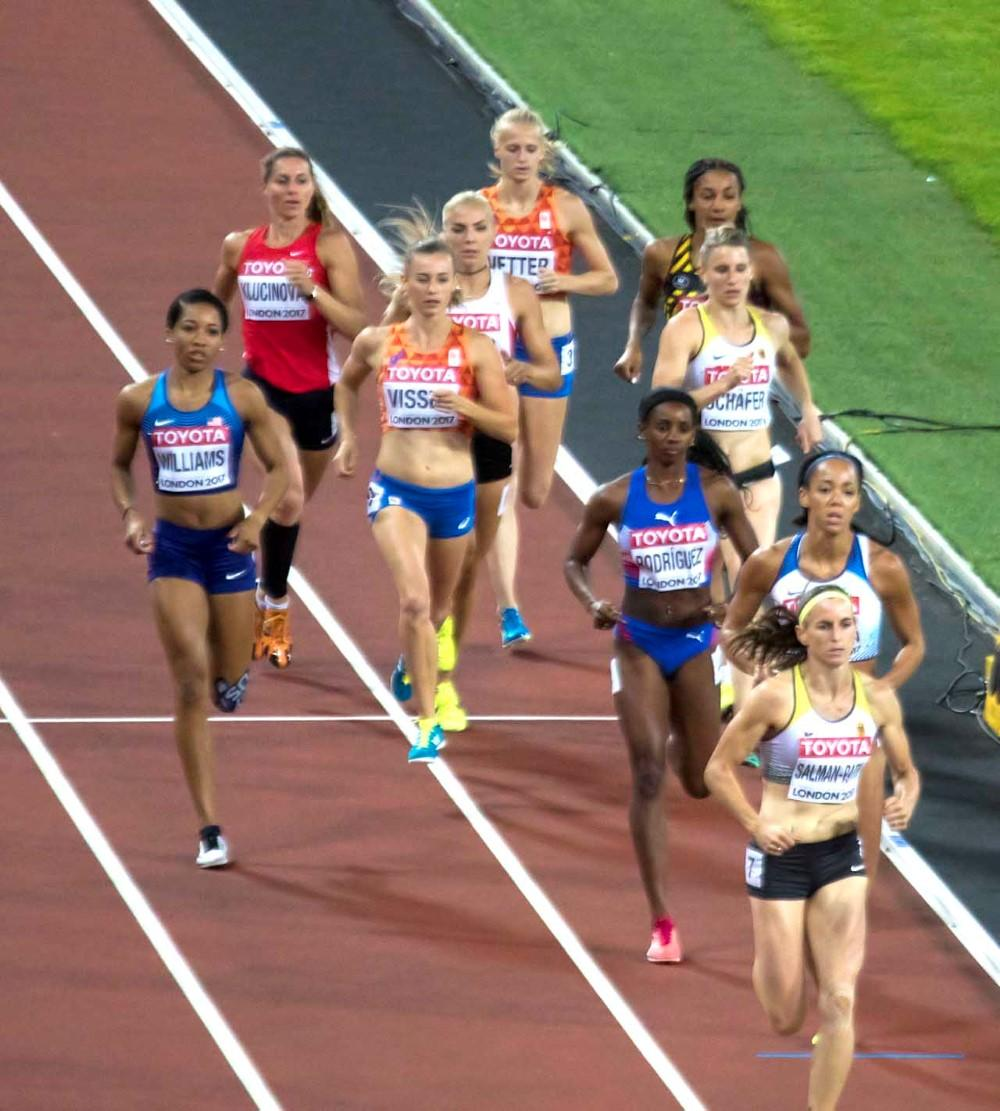
Course de 800 mètres, dernière épreuve de l'heptathlon féminin.

Les épreuves sportives combinées d'athlétisme sont des compétitions réunissant plusieurs disciplines de l'athlétisme : 10 pour le décathlon, 7 pour l'heptathlon ou 5 pour le pentathlon. Les épreuves se déroulent généralement sur deux jours. Le classement des participants s'opère par l'addition des points de chaque épreuve selon un barème d'équivalences élaboré par World Athletics.

## Épreuves

### Récapitulatif
| Épreuve      | Épreuve           | Jours de compétition | Courses | Courses | Courses | Courses     | Sauts            | Sauts           | Sauts            | Lancers         | Lancers          | Lancers           |
| ------------ | ----------------- | -------------------- | ------- | ------- | ------- | ----------- | ---------------- | --------------- | ---------------- | --------------- | ---------------- | ----------------- |
| En plein air | Décathlon hommes  | 2                    | 100 m   | 400 m   | 1 500 m | 110 m haies | Saut en longueur | Saut en hauteur | Saut à la perche | Lancer du poids | Lancer du disque | Lancer du javelot |
| En plein air | Décathlon femmes  | 2                    | 100 m   | 400 m   | 1 500 m | 100 m haies | Saut en longueur | Saut en hauteur | Saut à la perche | Lancer du poids | Lancer du disque | Lancer du javelot |
| En plein air | Heptathlon femmes | 2                    |         | 200 m   | 800 m   | 100 m haies | Saut en longueur | Saut en hauteur |                  | Lancer du poids |                  | Lancer du javelot |
| En salle     | Heptathlon hommes | 2                    | 60 m    |         | 1 000 m | 60 m haies  | Saut en longueur | Saut en hauteur | Saut à la perche | Lancer du poids |                  |                   |
| En salle     | Pentathlon femmes | 1                    |         |         | 800 m   | 60 m haies  | Saut en longueur | Saut en hauteur |                  | Lancer du poids |                  |                   |

### Décathlon

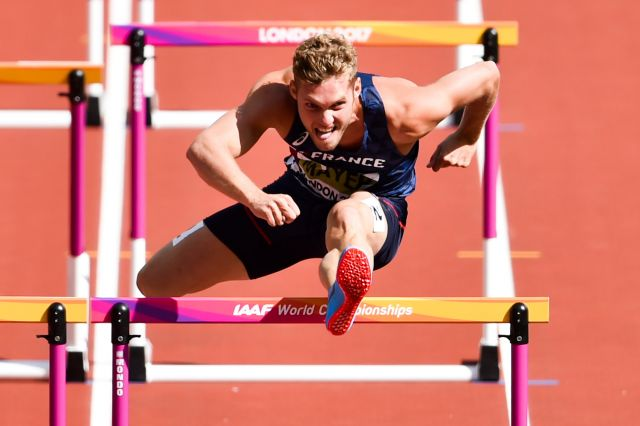
Kevin Mayer lors de l'épreuve du 110 mètres haies du décathlon.

Discipline à part entière de l'athlétisme, elle était réservée aux hommes jusqu'à une époque récente. Toutefois il existe à présent des compétitions féminines de niveau international. Cette épreuve se déroule  en plein air sur deux jours :
| Premier jour | Premier jour     | Deuxième jour | Deuxième jour     |
| ------------ | ---------------- | ------------- | ----------------- |
| 1            | 100 mètres       | 6             | 110 mètres haies  |
| 2            | Saut en longueur | 7             | Lancer du disque  |
| 3            | Lancer du poids  | 8             | Saut à la perche  |
| 4            | Saut en hauteur  | 9             | Lancer du javelot |
| 5            | 400 mètres       | 10            | 1 500 mètres      |

| Premier jour | Premier jour      | Deuxième jour | Deuxième jour    |
| ------------ | ----------------- | ------------- | ---------------- |
| 1            | 100 mètres        | 6             | 100 mètres haies |
| 2            | Lancer du disque  | 7             | Saut en longueur |
| 3            | Saut à la perche  | 8             | Lancer du poids  |
| 4            | Lancer du javelot | 9             | Saut en hauteur  |
| 5            | 400 mètres        | 10            | 1 500 mètres     |

### Heptathlon

#### Femmes

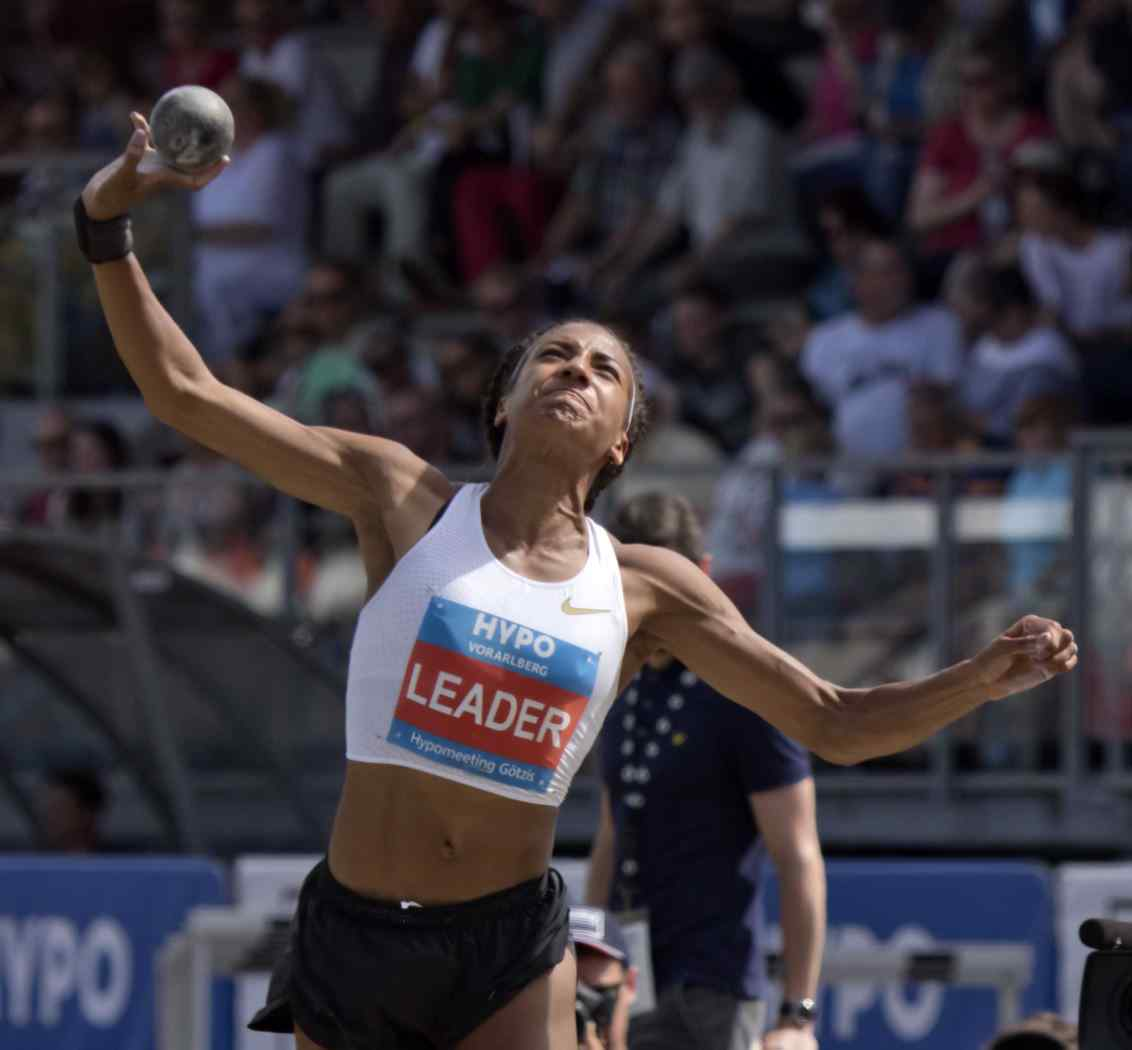
Nafissatou Thiam lors de l'épreuve du lancer du poids de l'heptathlon.

L'heptathlon est une discipline à part entière de l'athlétisme, équivalent féminin du décathlon. Il se déroule, en plein air, sur deux jours :
| Premier jour | Premier jour     | Deuxième jour | Deuxième jour     |
| ------------ | ---------------- | ------------- | ----------------- |
| 1            | 100 mètres haies | 5             | Saut en longueur  |
| 2            | Saut en hauteur  | 6             | Lancer du javelot |
| 3            | Lancer du poids  | 7             | 800 mètres        |
| 4            | 200 mètres       |               |                   |

#### Hommes

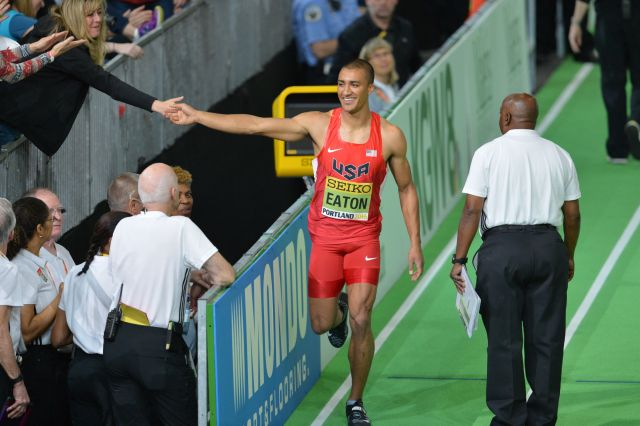
Ashton Eaton lors de l'heptathlon des championnats du monde en salle 2016.

Pour les compétitions en salle (indoor), le décathlon hommes est remplacé par l'heptathlon. Ils ne font alors ni le 400 m, ni les lancers de disque et de javelot. Le 100 m devient un 60 m, le 110 m haies devient un 60 m haies et le 1 500 m est remplacé par un 1 000 m.
| Premier jour | Premier jour     | Deuxième jour | Deuxième jour    |
| ------------ | ---------------- | ------------- | ---------------- |
| 1            | 60 mètres        | 5             | 60 mètres haies  |
| 2            | Saut en longueur | 6             | Saut à la perche |
| 3            | Lancer du poids  | 7             | 1 000 mètres     |
| 4            | Saut en hauteur  |               |                  |

### Pentathlon
Pour les compétitions en salle féminines, l'heptathlon est remplacé par le pentathlon. Elles ne font alors ni le 200 m ni le javelot ; et le 100 m haies est remplacé par le 60 m haies.
| 1 | 60 mètres haies  |
| 2 | Saut en hauteur  |
| 3 | Lancer du poids  |
| 4 | Saut en longueur |
| 5 | 800 mètres       |